# 당신이 잠든 사이 (2024년 영화)
"당신이 잠든 사이"는 2024년에 개봉한 대한민국의 영화이다. 감독은 접속, 텔 미 썸딩을 연출했던 장윤현이고, 추자현, 이무생 등이 출연했다.

## 캐스팅

### 주연
- 추자현 : 윤덕희 역
- 이무생 : 김준석 역

### 그 외 출연
- 손숙 : 송금순 역
- 박민정 : 여영미 역
- 박민정 : 여영미 역
- 이정수 : 포장마차 손님 역
- 노성진 : 포장마차 손님 역

### 우정 출연
- 성지루 : 조 박사 역
- 김진수 : 강창모 역